# Seon Power
Seon Power (* 2. Februar 1984 in Arima) ist ein ehemaliger Fußballspieler aus Trinidad und Tobago.

## Karriere

### Verein
Seon Power stand von 2003 bis 2012 in seiner Heimat bei den Vereinen Joe Public FC, Ma Pau SC und den North East Stars unter Vertrag. 2013 wechselte er nach Asien. Hier schloss er sich in Thailand dem Chainat Hornbill FC an. Der Verein aus Chainat spielte in der ersten Liga des Landes, der Thai Premier League. Für Chainat absolvierte er 46 Erstligaspiele. 2016 wurde er an den Dome FC ausgeliehen. Mit dem Klub aus Pathum Thani spielte er in der dritten Liga, der damaligen Regional League Division 2, in der Bangkok Region. 2017 kehrte er in seine Heimat zurück, wo er sich dem Central F.C. anschloss. Der Verein spielte in der ersten Liga, der TT Pro League. 2017 wurde er mit dem Verein Meister. Im April 2018 zog es ihn in die Mongolei. Hier unterschrieb er einen Vertrag beim FC Ulaanbaatar in Ulaanbaatar. Am Ende der Saison wurde er mit dem Verein Vizemeister der National Premier League. 2019 kehrte er nach Thailand zurück. Die Hinserie spielte er beim Drittligisten Krabi FC, die Rückserie spielte er beim Nara United FC in Narathiwat. Anfang 2020 verpflichtete ihn der Drittligist Banbueng FC aus Chonburi. Hier stand er bis März 2021 unter Vertrag. Am 20. März wechselte er nach Kambodscha. Hier unterschrieb er in der Prey Veng einen Vertrag beim Erstligaaufsteiger Prey Veng FC. Mitte Juli 2022 wechselte er bis Jahresenden zum ebenfalls in der ersten Liga spielenden Visakha FC. Nach Rückkehr Ende Dezember 2022 gab er sein Karriereende bekannt.

### Nationalmannschaft
Seon Power spielt seit 2007 für die Nationalmannschaft von Trinidad und Tobago. Bisher absolvierte er 43 Länderspiele. Sein Debüt in der Nationalmannschaft gab er am 12. Januar 2007 in einem Spiel des Caribbean Cup gegen Barbados.

## Erfolge
Central F.C.
- TT Pro League: 2016/17

FC Ulaanbaatar
- National Premier League: 2018 (Vizemeister)